# Gravneset
Gravneset (en anglès: Trinity Harbour) és un assentament abandonat situat a l'illa de Spitsbergen, a l'arxipèlag Svalbard, Noruega.